# テオール
テオール（伊: Teor）は、イタリア共和国フリウリ＝ヴェネツィア・ジュリア州ウーディネ県リヴィニャーノ・テオールに属する分離集落（フラツィオーネ）。
かつては独立したコムーネであったが、2014年1月1日にリヴィニャーノと合併して新自治体の一部となった。

## 地理

### 位置・広がり
ウーディネ県南西部に位置する。県都ウーディネの南西約28km、ポルデノーネの南東約33kmにある。

#### 隣接コムーネ
コムーネとしてのテオールは、以下のコムーネと隣接していた。
- リヴィニャーノ - 北
- ポチェニーア - 東
- パラッツォーロ・デッロ・ステッラ - 南
- ロンキス - 西

## 人物

### 著名な出身者
- フルヴィオ・コッロヴァーティ - サッカー選手